# Josiah Tongogara
Josiah Magama Tongogara né le février 1938 et mort le 26 décembre 1979 est un homme politique de Rhodésie du Sud qui a été le chef de la ZANLA, la branche militaire de la ZANU. Il est le frère de Jayne Mnangagwa, la deuxième femme du président zimbabwéen Emmerson Mnangagwa. 
Il participa à la conférence de paix qui déboucha sur les accords de Lancaster House, fondateurs de la république de Zimbabwe. 
Candidat potentiel sérieux pour devenir le premier président du Zimbabwe, il meurt dans un mystérieux accident de voiture au Mozambique le 26 décembre 1979. 

## Biographie
Josiah Tongogara est né en 1938 sur les terres agricoles d'une ferme appartenant à Douglas Smith, le père de Ian Smith. 
Il entre jeune dans le combat contre la domination de la minorité blanche en Rhodésie du Sud. 
Membre de la ZANU, chef de son organisation militaire, il est accusé d'être impliqué dans la mort de son rival, le président de la ZANU, Herbert Chitepo, en mars 1975. 
Lors des négociations de paix en 1979, il est considéré comme un élément modérateur et tente d'unifier les mouvements rebelles rivaux. 
Officiellement, il meurt dans un accident de voiture le 26 décembre 1979 alors qu'il est, dans les faits, assassiné de plusieurs balles.
Un rapport de la CIA daté du 28 décembre 1979 notait que Tongogara était un rival sérieux de Robert Mugabe, qu'il était populaire et charismatique. Les circonstances de la mort de Tongogara sont encore sujet à polémique. Dans ses mémoires, Ian Smith est convaincu que ce sont des proches de Robert Mugabe qui sont responsables de la mort de Josiah Tongogara et confirme que les services secrets rhodésiens penchaient pour cette éventualité.